# Bergen (Alta Baviera)
Bergen é um município da Alemanha, situado no distrito de Traunstein, no estado da Baviera. Tem 36,91 km² de área, e sua população em 2019 foi estimada em 4.892 habitantes.